# (5188) Paine
(5188) Paine es un asteroide perteneciente a la familia de Eunomia en el cinturón de asteroides, descubierto el 15 de octubre de 1990 por Eleanor F. Helin desde el Observatorio del Monte Palomar, Estados Unidos.

## Designación y nombre
Designado provisionalmente como 1990 TZ2. Fue nombrado Paine en honor a Thomas O. Paine, director de la NASA desde 1968 hasta 1970. Llevó a la agencia espacial estadounidense a alcanzar su mayor logro, la misión Apolo 11, con la que se consiguió poner un hombre en la Luna. Mientras trabajó en la NASA, sentó las bases para el proyecto de prueba Apollo-Soyuz, que marcó el primer vuelo conjunto de astronautas estadounidenses y soviéticos. En el año 1985 volvió de nuevo a servir en la NASA como presidente de la Comisión Nacional del Espacio, donde expuso su visión del futuro de la humanidad como seres espaciales. La contribución más perdurable puede ser el apoyo para poder llevar a seres humanos más allá de la Luna y llegar hasta el planeta Marte.

## Características orbitales
Paine está situado a una distancia media del Sol de 2,582 ua, pudiendo alejarse hasta 2,932 ua y acercarse hasta 2,231 ua. Su excentricidad es 0,135 y la inclinación orbital 13,51 grados. Emplea 1515,51 días en completar una órbita alrededor del Sol.

## Características físicas
La magnitud absoluta de Paine es 13. Tiene 7 km de diámetro y su albedo se estima en 0,288.